# ポート・ウィリアム (オハイオ州)
ポート・ウィリアム（Port William）は、アメリカ合衆国オハイオ州のクリントン郡にある村。人口は255人（2016年推計）。

## 歴史
ポート・ウィリアムは、もともとはウェスト・リバティ (West Liberty) と呼ばれ、そちらの名で1832年に土地測量図が作成された。ポート・ウィリアムの名を冠した郵便局は、1834年に開局し、存続し続けている。

## ギャラリー

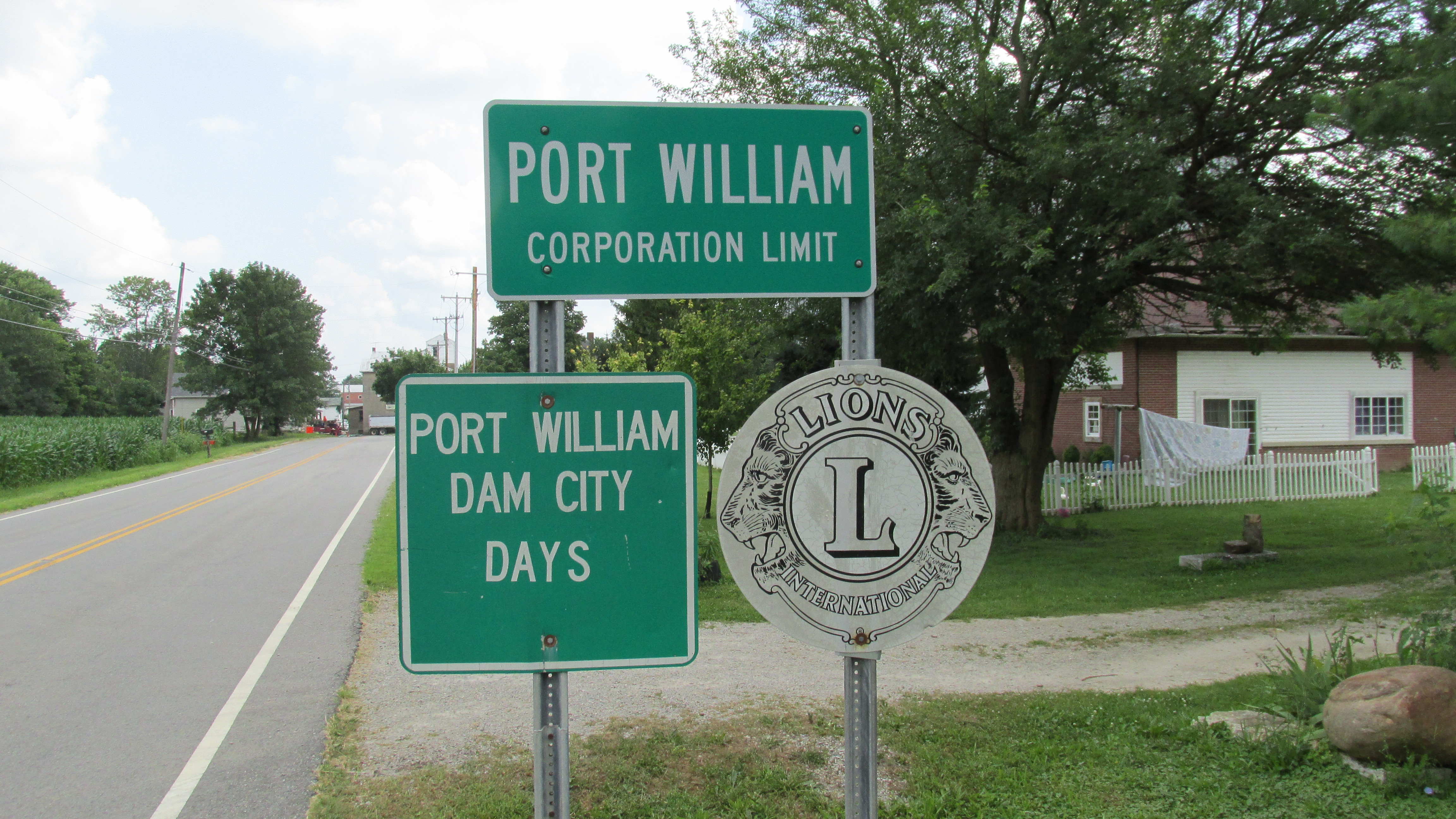
ポート・ウィリアムの村境を示す標識。
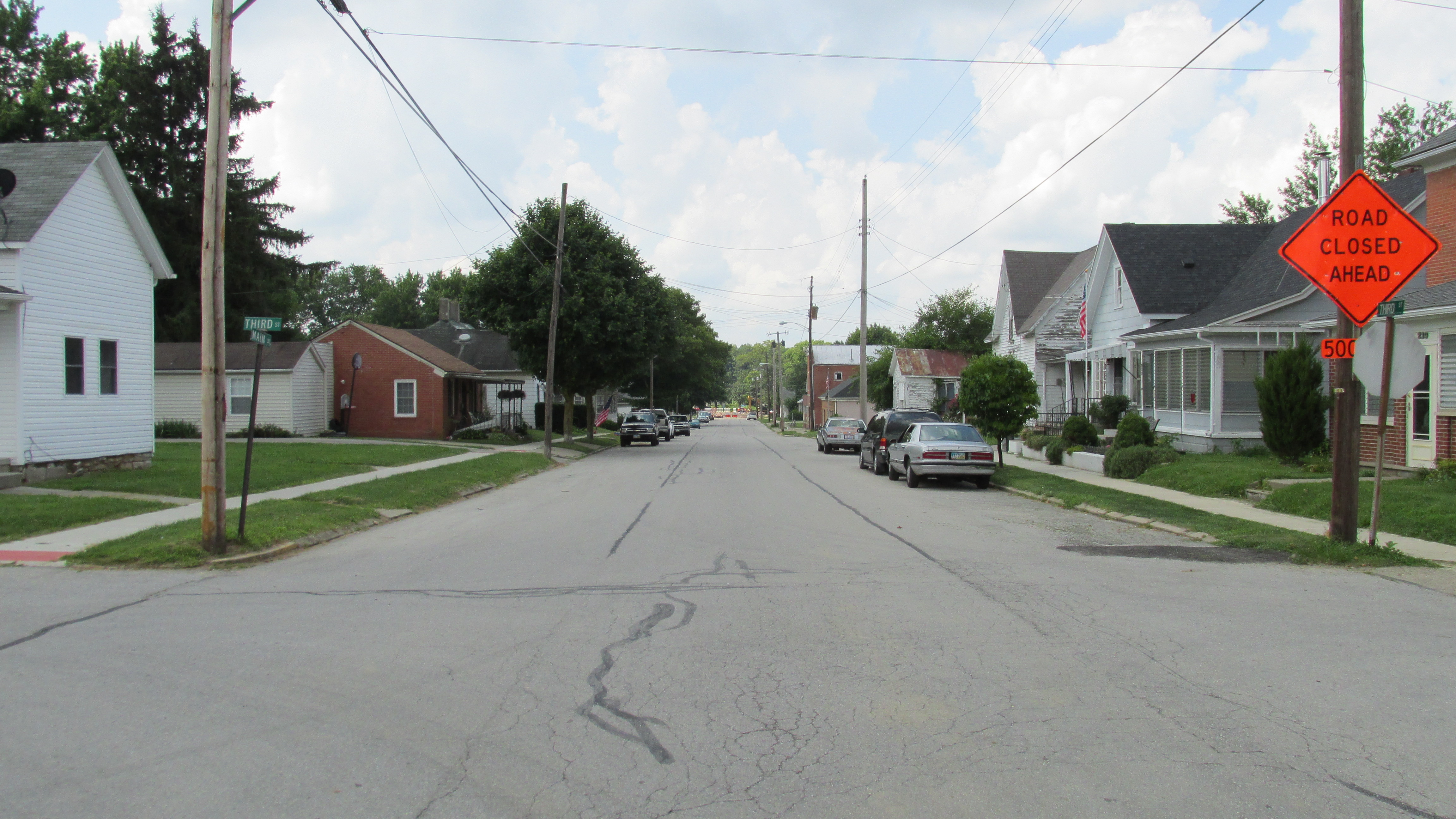
ポート・ウィリアムのメイン・ストリート (Main Street)、南西向きに撮影。

## 地理
座標上の位置は、北緯39度33分6秒 西経83度47分8秒 / 北緯39.55167度 西経83.78556度 (39.551773, -83.785660) である。
アメリカ合衆国国勢調査局によれば、この村の面積は0.12平方マイル (0.31 km2)であり、すべて陸地で水面はない。

## 人口推移

### 2010年国勢調査
2010年の時点で、村には254人、97世帯、63家族が居住していた。人口密度は、1平方キロメートルあたり817.3人であった。住宅は、113軒あり、平均密度は、1平方キロメートルあたり363.6軒であった。人種構成は、白人が95.7%、 アフリカ系アメリカ人が1.2%、ネイティブ・アメリカンが2.0%、アジア系アメリカ人が0.8%で、0.4%は2つ以上複数の人種に属する。